# Boliviela inflata
Boliviela inflata är en insektsart som beskrevs av Delong 1969. Boliviela inflata ingår i släktet Boliviela och familjen dvärgstritar. Inga underarter finns listade i Catalogue of Life.